# اينال غيتيغزهيف
اينال غيتيغزهيف (بالروسية: Инал Арсенович Гетигежев)‏ (23 مايو 1987 بنارت كالا في روسيا - ) هو لاعب كرة قدم روسي في مركز الدفاع. شارك مع منتخب روسيا الثاني لكرة القدم. أما مع النوادي، فقد لعب مع توربيدو موسكو وروبين كازان ولوكوموتيف موسكو ونادي روستوف ونادي فولغا نيجني نوفغورود وFC Nizhny Novgorod (2007) ‏.

## وصلات خارجية
- اينال غيتيغزهيف على موقع قاعدة بيانات كرة القدم.إي يو (الإنجليزية)
- اينال غيتيغزهيف على موقع Soccerway.com (الإنجليزية)
- اينال غيتيغزهيف على موقع AS.com (الإسبانية)